# Réserve naturelle d'Endla
La réserve naturelle Endla est une réserve naturelle située en Estonie centrale.
Son nom vient du village d'Endla, situé sur le territoire de la commune de Jõgeva dans le Comté de Jõgeva.
Elle se compose d'un système de tourbières, de tourbières hautes, de sources et de ruisseaux d'eau douce. Elle joue un rôle important dans la recharge des eaux du fleuve Põltsamaa. La flore est dominée par les pins et les roseaux. Plusieurs espèces menacées d'orchidées peuvent être trouvées dans la réserve naturelle. Des oiseaux rares ou menacés s'y abritent également. Les installations pour les visiteurs comprennent un centre de tourisme, des tours pour observer les oiseaux et des sentiers naturels.
La réserve est déclarée site Ramsar depuis 1997 pour l'importance de ses zones humides.

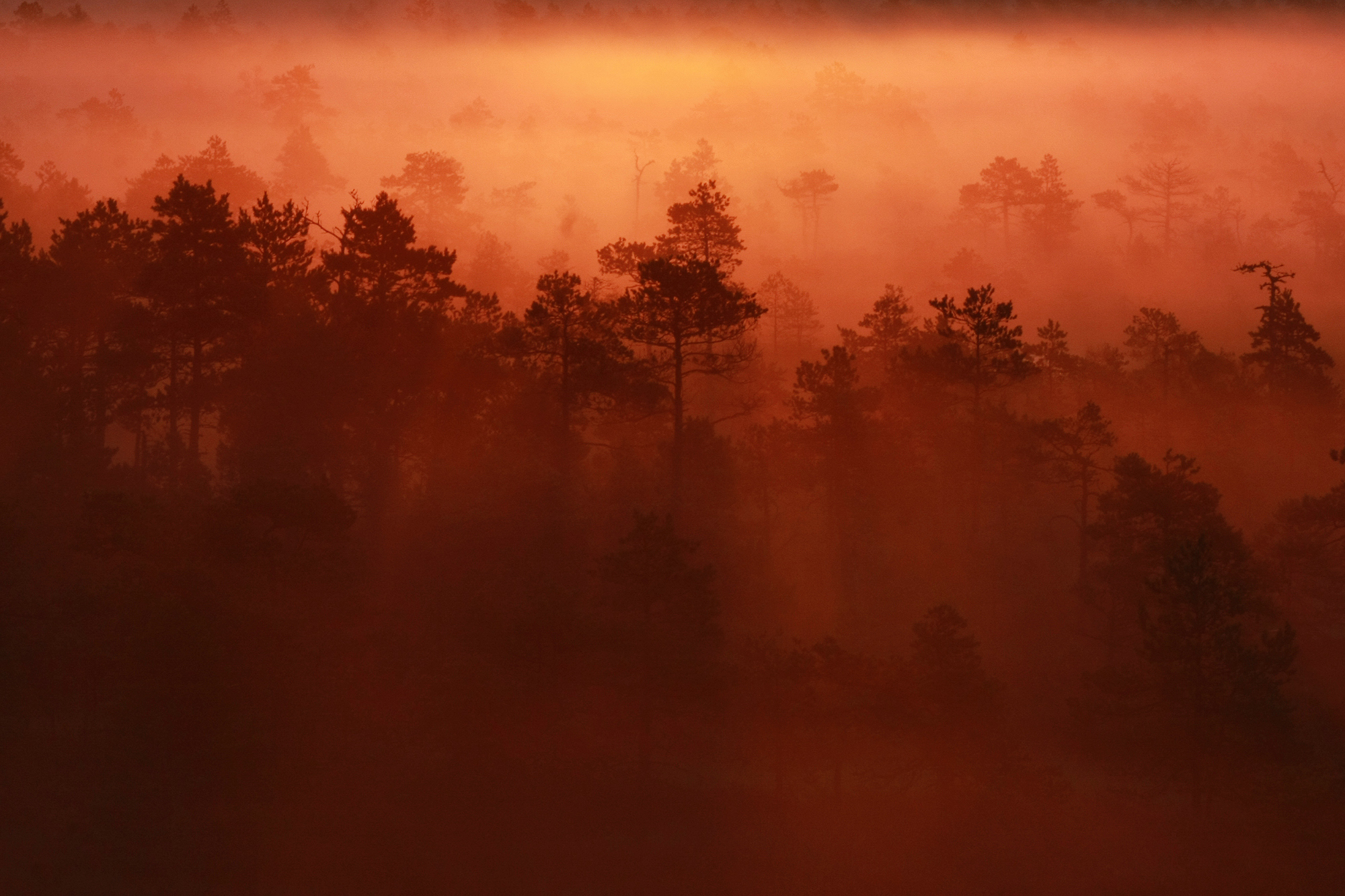
Männikjärve
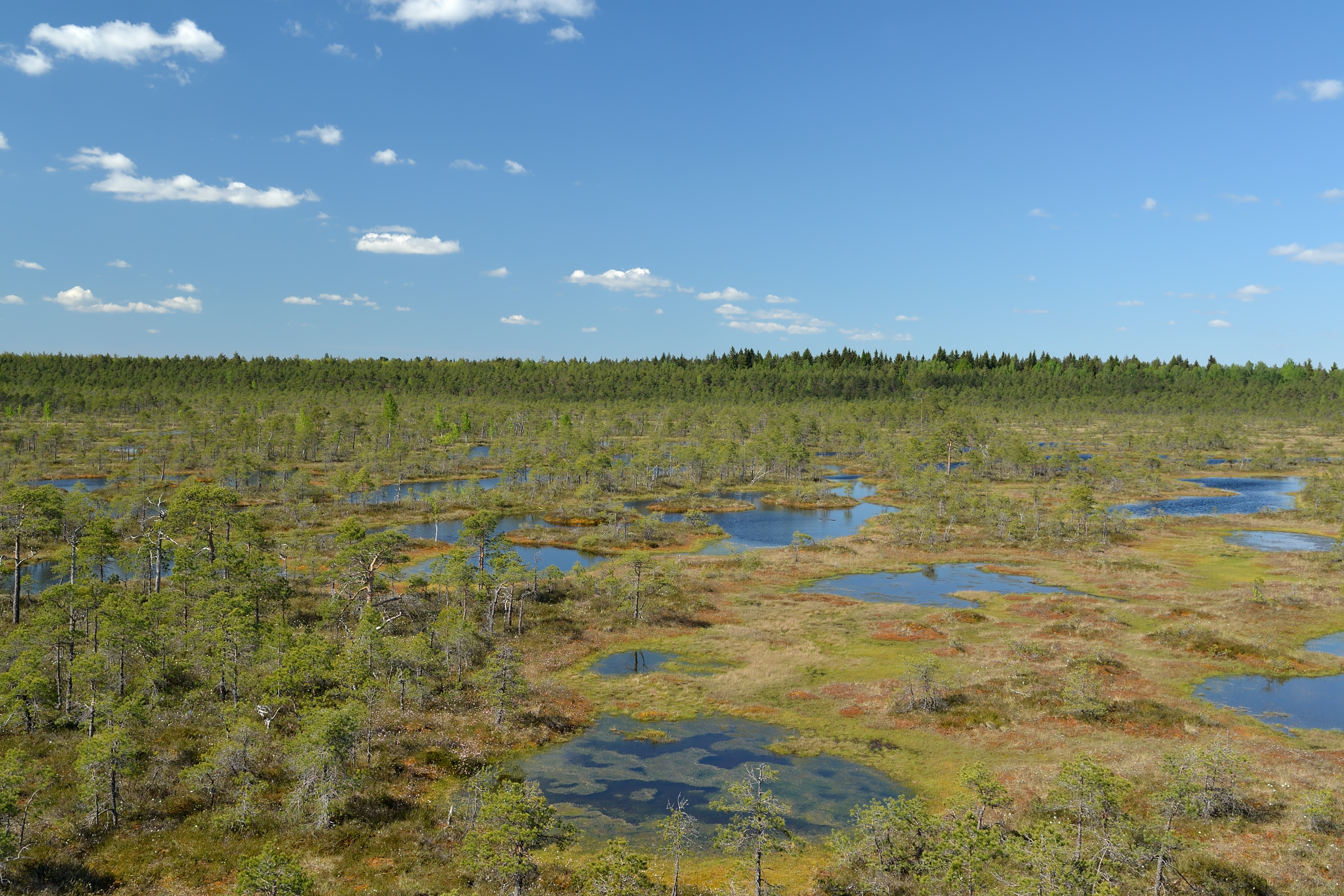
Männikjärve
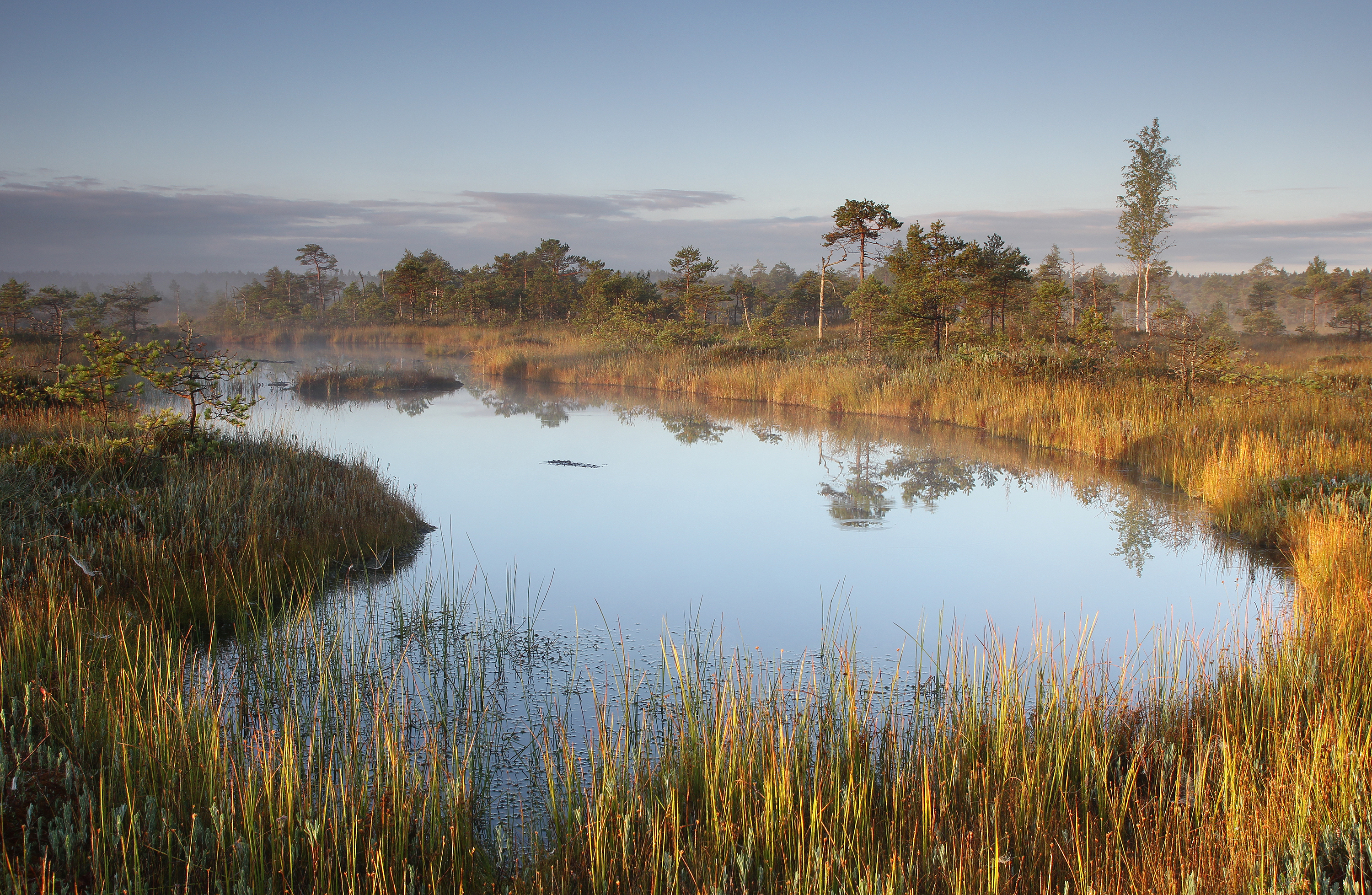
Début de matinée à Endla
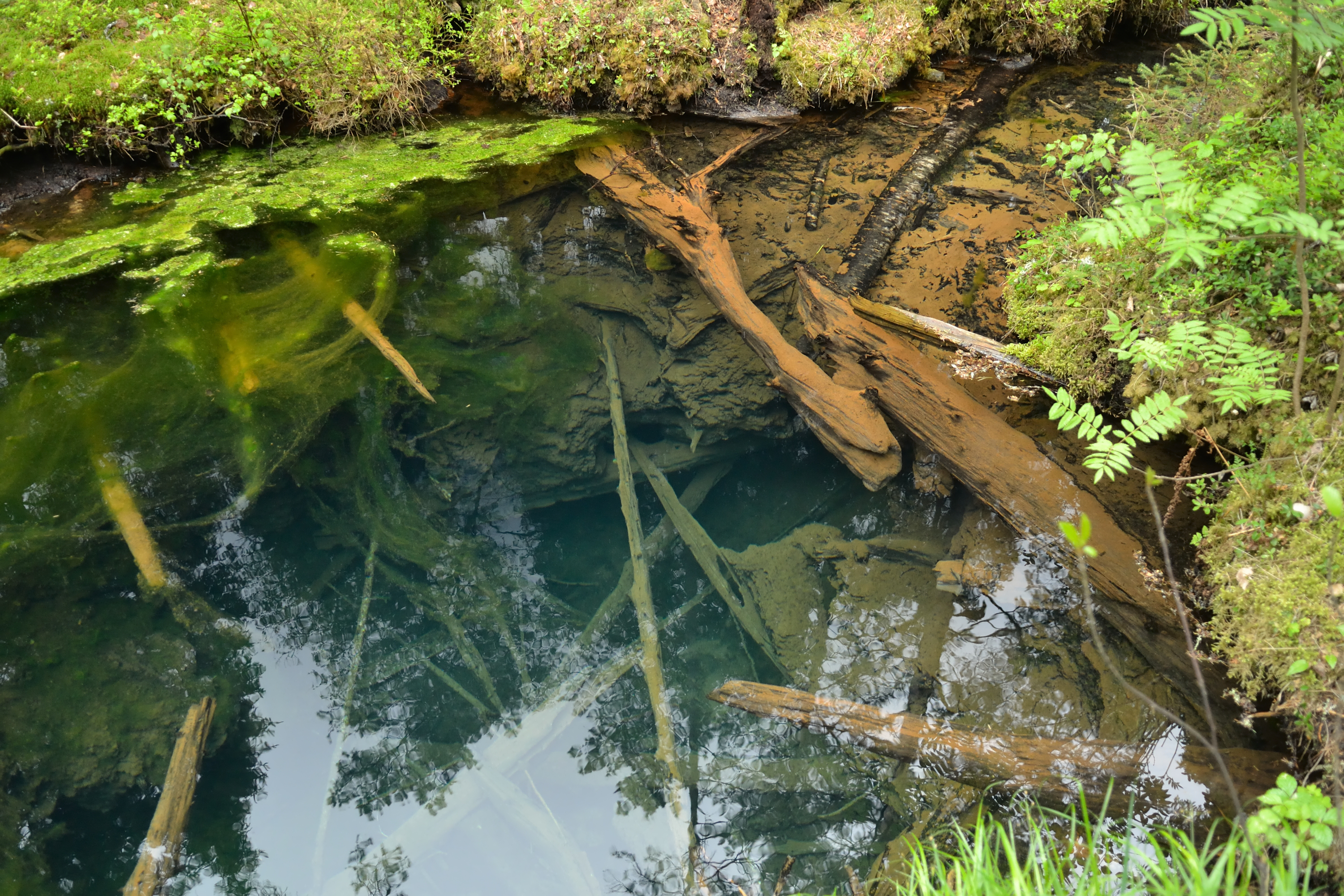
Tourbière haute